# Dave Finlay
David Edward Finlay, Jr. (* 31. Januar 1958 in Belfast, Nordirland), besser bekannt unter seinem Ringnamen Finlay, ist ein nordirischer Wrestler und Wrestlingtrainer. Im Verlauf seiner Karriere trat er u. a. für die beiden größten Wrestlingorganisationen Nordamerikas, WCW und WWE, auf. Sein größter Erfolg bisher war der Gewinn der WWE United States Championship.

## Wrestling-Karriere

### Anfänge in Europa
Finlay begann seine Karriere in Irland, bevor er 1978 nach Großbritannien umzog. Dort trat er in verschiedenen Wrestlingligen der Joint Promotions auf, wobei auch seine Managerin und damalige Frau Paula Finlay an seiner Seite auftrat. Seinen ersten Titel – den Heavy Middleweight Championship – bekam er am 9. Juni 1982 zugesprochen. Diesen Titel musste er dann über das restliche Jahr oft abgeben und wieder "zurückgewinnen", bis er ihn im Frühjahr 1983 zum letzten Mal abgab. Daraufhin durfte er einen neu eingeführten Titel, den British Light Heavyweightship, tragen. Später wurde ihm ebenfalls der Titel World Mid-Heavyweight Championship gegeben. Große Bekanntheit in der Wrestlingszene erlangte Finlay, als er erstmals einen der wichtigsten britischen Titel halten durfte, den British Heavyweight Championship.
Während dieser Zeit begann Finlay in Deutschland und Österreich für eine der größten Ligen in Europa aufzutreten – die Catch Wrestling Association. Als Halter des All-Star-Titels, tat er sich schließlich mit Marty Jones zusammen, um den CWA-Tag-Team-Titel zu halten. Kurz darauf konzentrierte sich Finlay auf seine internationale Karriere mit Auftritten in Mexiko und Japan, die er zusammen mit Chris Benoit absolvierte.

### World Championship Wrestling (1995–2000)
Finlay wurde in den Vereinigten Staaten vor allem bekannt durch seine Auftritte in der WCW von 1995 bis 2000. Dort trat er unter dem Künstlernamen Belfast Bruiser und später als Fit Finlay auf. Auch in der WCW durfte er als erfolgreicher Wrestler auftreten. So trug er einige Zeit den Titel WCW World Television Champion. Später erlitt er bei einem Wrestling-Auftritt eine schwere Verletzung am Bein, weswegen er fast invalid wurde. Nach einer Verletzungspause kam er wieder zurück, weitere große Erfolge wurden ihm aber nicht mehr zugesprochen.

### World Wrestling Entertainment (2001–2011)
Nachdem er die WCW verlassen hatte, trat Finlay in kleinen, unabhängigen Ligen auf, bevor er sich entschloss, Trainer für WWE-Wrestler zu werden.
Im Jahr 2004 begann er an einem Comeback zu arbeiten, das im Dezember 2005 Wirklichkeit wurde. Er trat dort als stolzer, patriotischer und raufsüchtiger Ire auf – ein bei den Amerikanern beliebter Archetyp. Sein erstes je ausgestrahltes WWE-Match fand am 20. Januar 2006 bei SmackDown statt. Bei WrestleMania 22 nahm er am Money in the Bank Match teil.
Finlays einziger Titel in der WWE war der United States Title, den er 49 Tage tragen durfte. Ab 2006 wurde Finlay von dem kleinwüchsigen Wrestler (im Englischen "Midget" genannt) Hornswoggle begleitet, der als irischer Kobold verkleidet auftrat und unter dem Ring auf seinen Einsatz wartete. Neben Hornswoggles Hilfe benutzte er auch oft eine Shillelagh als unerlaubte Ringwaffe, um seine Matches zu gewinnen. Nach einiger Zeit stellte sich heraus, dass Hornswoggle Finlays Sohn und nicht der uneheliche Sohn Mr. McMahons ist. Hierbei handelt es sich aber nur um eine Storyline, er ist nicht Finlays richtiger Sohn.
Um den Jahreswechsel 2007/2008 befand sich Finlay in einem Fehdenprogramm mit The Great Khali. Ab Februar fehdete er gegen John "Bradshaw" Layfield (kurz JBL); in diese Fehde waren auch Hornswoggle und Mr. McMahon miteinbezogen. Bei Wrestlemania XXIV verlor Finlay gegen JBL in einem Belfast Brawl Match.
Am 25. Juni 2008 ließ man Finlay zur Dienstagssendung ECW wechseln, in der er häufig um die ECW
Championship kämpfte, ihn aber nie gewinnen konnte. Bei ECW hatte er auch zusammen mit Hornswoggle eine Fehde gegen The Miz und John Morrison.
Finlay wurde im Zuge des von Donald Trump veranlassten WWE-Superstar Tausches am 29. Juni 2009 zu dem WWE-Roster SmackDown gewechselt. Lange Zeit befand er sich in einer Auseinandersetzung mit Mike Knox. Danach wurde er nur sporadisch und in Houseshows eingesetzt. In der Smackdown Episode vom 4. Juni 2010 in Dallas, Texas bestritt er eine Battle Royal um den letzten Teilnehmer für ein Fatal 4 Way Match zu ermitteln. Finlay unterlag jedoch nachdem er von Kane eliminiert wurde. Dies war sein letztes Match im TV. Anschließend trat Finlay wieder bei Houseshows auf und war hinter den Kulissen als Agent und Producer aktiv. Er wurde am 28. März 2011 von der WWE entlassen.

### Independent-Ligen (2011–2012)
Seit seiner Entlassung von WWE tritt Finlay unter dem Ringnamen „Fit Finlay“ wieder vermehrt in Europa auf, wo er u. a. in mehreren Veranstaltungen der Promotion westside Xtreme wrestling antrat. Vom 2. bis zum 4. März 2012 hat er an wXw 16 Carat Gold 2012 teilgenommen, der bedeutendsten Wrestlingveranstaltung Europas, wo er im Viertelfinale dem Briten Johnny Moss unterlag. Hier übernahm er auch Seminare als Gasttrainer für das Westside Dojo, um den dortigen Wrestlernachwuchs zu trainieren.

### Rückkehr zur WWE (2012–2020)
Im Juli 2012 wurde bekannt, dass Finlay als Agent und Producer zur WWE zurückgekehrt ist. Aufgrund einer Entlassungswelle wurde er am 15. April 2020 von der WWE entlassen.

## Wrestling-Erfolge
World Wrestling Entertainment
- WWE United States Championship (1×)

World Championship Wrestling
- WCW World Television Championship (1×)
- Hardcore Junkyard Invitational Trophy Gewinner (1999)

All-Star Promotions
- British Heavyweight Championship (1×)

Britische Titel
- World Mid-Heavyweight Championship (4×)

Catch Wrestling Association
- CWA Intercontinental Heavyweight Championship (1×)
- CWA World Tag Team Championship (Deutschland) (1× mit Marty Jones)

Commonwealth Titel
- CW British Commonwealth Heavyweight Championship (1×)
- CW World Middleweight Championship (1×)

Irische Titel
- Irish National Championship (1×)

Joint Promotions
- British Heavy Middleweight Championship (5×)
- British Light Heavyweight Championship (2×)